# Чёрное (озеро, Туринский городской округ)
Чёрное— озеро в Туринском городском округе, в 26 км севернее города Туринск, в центральной части болота Илясово. В 2 км юго-восточнее находится озеро Илясово, а примерно в 4,5 км на северо-запад от Чёрного находится озеро Азанкино. Площадь озера 0,2 км², уровень уреза воды 104,9 м. Берега заболочены. В озере водятся карась, гольян, верховка, гнездится водоплавающая птица.